# Ziyang, Yiyang
Ziyang är ett stadsdistrikt i Yiyang i Hunan-provinsen i södra Kina.
1. ↑  http://www.geohive.com/cntry/CN-43_ext.aspx